# David Herzog
Pour les articles homonymes, voir Herzog.
David Herzog (né le 7 novembre 1869 à Tyrnau, Hongrie,  aujourd'hui Trnava, Slovaquie et mort le 6 mars 1946, à Oxford, Royaume-Uni), ancien professeur à l'université de Prague, est le Grand-rabbin de Graz et de la région (Styrie en Autriche au moment de la montée du nazisme. Le 9 novembre 1938, attaqué et sa vie mise en danger, durant la Nuit de Cristal, il doit fuir vers l'Angleterre. Son fils aîné, Robert Herzog, qui avait immigré en France et était devenu citoyen français, est déporté et assassiné à Sobibor/Majdanek. Son fils cadet, Fred Herzog, deviendra un juge aux États-Unis.

## Biographie
David Herzog est né le 7 novembre 1869 à Tyrnau, Hongrie,  aujourd'hui Trnava, Slovaquie,,,,,.
Il est l'aîné d'une fratrie de 8 enfants. Il est le fils de Leopold Herzog et de Cäcilie Herzog née Süß. 
Son père est dans le commerce du textile.

### Études
Il fait ses études primaires à Tyrnau.
En 1889, il commence ses études à l'université de Berlin, en langues sémitiques. Il obtient son doctorat le 4 janvier 1894.
Il étudie ensuite à Paris en 1896 et à Vienne en 1899-1900.

### Séminaire rabbinique Hildesheimer
David Herzog étudie au Séminaire rabbinique Hildesheimer de Berlin, où il obtient son diplôme de rabbin.

### Prague (1900-1908)
En 1900, il devient rabbin de Smichov (une banlieue de Prague).
David Herzog enseigne à l'université de Prague.

### Graz  (1908-1938)
La famille va s'établir, en 1908, à Graz en Autriche, où David Herzog devient le Grand-rabbin de la ville et de la région (Styrie),.
Il enseigne à l'université de Graz.

#### Nuit de Cristal
Dans la nuit du 9 novembre 1938., la Nuit de Cristal, l'unique Synagogue de Graz, construite en 1892,  est détruite par les nazis. Une nouvelle synagogue est érigée en 2000, au même endroit, au Grieskai No. 58.
Le rabbin David Herzog, âgé de 70 ans, est traîné de chez lui, battu, et jeté dans la rivière Mur,,,,.

### Oxford (Royaume-Uni) (1938-1946)
Il est sauvé et s'échappe à Oxford, au Royaume-Uni.

### Famille
David Herzog épouse Anna Herzog (née Reich) est née le 28 avril 1883 à Dukla, Pologne et morte le 11 août 1964 à Chicago, Illinois, États-Unis.
Leur fils aîné, Robert Herzog est né le 6 mars 1903 à Prague, alors en Bohème, Empire austro-hongrois. Citoyen français, Il est déporté par le convoi n° 51, en date du 6 mars 1943, de Drancy vers Sobibor-Majdanek, où il est assassiné, à l'âge de 40 ans.
Leur fils cadet, Fred (Friedrich) Herzog (né le 21 septembre 1907 à Prague, alors en Bohème, Empire Austro-Hongrois et mort le 21 mars 2008, à Chicago, Illinois, États-Unis), un juge.

### Mort
David Herzog est mort le 6 mars 1946, à Oxford, Royaume-Uni, à l'âge de 76 ans.

## Mémoire
- Stolpersteine à Graz[25],[26]
- Fond David Herzog à l'université Karl-Franzensde de Graz[27],[28] établi en mars 1988,

"À la mémoire de l'expulsion des membres Juifs de notre université et en réponse à ma pétition [Christian Brünner, principal (1985-1989)], le sénat académique de l'université
Karl-Franzensde de Graz a adopté une résolution en mars 1988 et créé le Fond David Herzog. David Herzog était le rabbin de l'État de Styrie, extra professeur titulaire et professeur assistant de philologie sémitique à la faculté de philosophie de l'université Karl-Franzensde de Graz. Il fut forcé d'immigrer en 1938. Le Fond a été nommé  en son honneur, et décerne des bourses à des étudiants Juifs pour qu'ils puissent étudier à l'université Karl-Franzensde de Graz, à des étudiants autrichiens pour qu'ils puissent à une université israélienne, et pour soutenir les activités trans-nationales dans une vision de mobilité académique internationale aussi bien que la recherche internationale et la coopération universitaire dans le but de soutenir la compréhension et l'étude interculturelle, particulièrement en rapport avec la culture juive."
- La nouvelle synagogue de Graz (2000 est localisée au David Herzog Platz 1[30]

## Œuvres
- (de) Maimonides’ Commentar zum Tractat Peah. Calvary, Berlin, 1894.
- (de) Urkunden und Regesten zur Geschichte der Juden in der Steiermark (1475–1585). Verlag der Israelitischen Kultusgemeinde, Graz, 1934.